# Carlo Sanna
Carlo Sanna (Cagliari, 3 gennaio 1859 – Roma, 17 luglio 1928) è stato un generale e politico italiano. Soprannominato affettuosamente Babbu mannu (ovvero "grande padre" in sardo) dalle sue truppe, rivestì anche incarichi politici e nella magistratura militare. Fu il primo Presidente del Tribunale speciale per la difesa dello Stato. Fece parte della Massoneria.

## Biografia

### La giovinezza e l'inizio della carriera militare
Nacque a Cagliari il 3 gennaio 1859, figlio di Battista, medico chirurgo di Senorbì, e di Maria Putzu. Passò tutta la sua infanzia a Senorbì (paese che gli ha dedicato una via e un museo), e intraprese da giovanissimo la carriera militare, entrando nel Collegio Militare di Firenze, per poi entrare all'Regia Accademia Militare di Fanteria e Cavalleria di Modena, da cui uscì con il grado di sottotenente, assegnato all'arma di fanteria nel luglio 1879, destinato al 62º Reggimento fanteria "Sicilia" di stanza a Salerno.
Nel 1885 sposò la signorina Adele Dessì. Con il grado di tenente prestò servizio dal febbraio 1887 a Cagliari quale Ufficiale d'Ordinanza del Comandante Militare della Sardegna, generale Americo Mayo. Promosso capitano, fu trasferito a Torino nel marzo 1890, come comandante di Compagnia nel 71º Reggimento fanteria, rientrando a Cagliari nel marzo 1897 come Applicato di Stato Maggiore presso il Comando Militare della Sardegna. Servì successivamente quale Aiutante Maggiore in 1ª del 10º Reggimento fanteria, sempre a Cagliari, e col grado di maggiore nell'89º Reggimento fanteria "Salerno" a Napoli e nel 58º Reggimento fanteria a Cagliari. Promosso tenente colonnello, dall'ottobre 1909 prestò servizio nel 59º Reggimento fanteria a Civitavecchia e poi nel 45º Reggimento fanteria a Sassari.

### La prima guerra mondiale
All'atto dell'entrata in guerra del Regno d'Italia, avvenuta il 24 maggio 1915, con il grado di colonnello comandava il 13º Reggimento fanteria a L'Aquila. Il reparto, inquadrato nella 3ª Armata, prese parte alla prima e seconda battaglia dell'Isonzo, impegnandosi nel settore carsico nella conquista del colle Selz e di Quota 70 (considerati "imprendibili"): egli guidò personalmente gli assalti, meritandosi una prima Medaglia d'Argento al valor militare.
Promosso maggiore generale nell'agosto 1915, assunse il comando della Brigata "Catanzaro" con cui tra ottobre e novembre partecipò agli infruttuosi attacchi su San Martino e il Monte San Michele. Nella primavera del 1916, sempre sotto al suo comando, la Brigata "Catanzaro" si distinse in azione sul Monte Moschiagh e sul Monte Interrotto durante la battaglia degli Altipiani, e a lui fu conferita una seconda Medaglia d'Argento al Valor Militare.
Rientrata sul Carso, dall'agosto 1916 la "Catanzaro" partecipò ai durissimi scontri per il Costone Viola e nuovamente sul Monte San Michele, occupando il caposaldo di Nad Logen e Quota 208 Nord: per la sua azione di comando venne insignito con la Croce di Cavaliere dell'Ordine militare di Savoia.
Passato al comando della 16ª Divisione, la guidava alla conquista e nella successiva difesa di Quota 144 nell'ottobre del 1916, e nella conquista di Quota 144, 92, 100, 146, 146 bis e dei capisaldi di Jamiano e Flondar durante il ciclo operativo per la conquista del Monte Ermada nel maggio 1917, meritando l'onorificenza di Ufficiale dell'Ordine militare di Savoia.
Passato quindi al comando della 33ª Divisione, partecipando alla undicesima battaglia dell'Isonzo che gli valse la promozione a tenente generale per merito di guerra. Durante la ritirata di Caporetto, sempre al comando della 33ª Divisione, coprì la ritirata italiana, difendendo tenacemente il ponte di Pinzano sul Tagliamento per permettere il flusso dei reparti in ritirata.
Nel gennaio 1918 la divisione prese parte alla prima offensiva italiana dopo il disastro di Caporetto, attaccando le posizioni austriache del Monte Val Bella, Col del Rosso e Col d'Echele nella battaglia dei Tre Monti. L'operazione, da lui brillantemente studiata ed eseguita, gli valse il grado di Commendatore dell'Ordine militare di Savoia.
Successivamente la 33ª Divisione passò alle dipendenze del XXIII Corpo d'Armata durante le operazioni difensive della linea del Piave, distinguendosi nei combattimenti di Losson durante la Battaglia del solstizio del giugno 1918, che valse a Sanna il conferimento del grado di Commendatore dell'Ordine dei Santi Maurizio e Lazzaro concessogli motu proprio del sovrano Vittorio Emanuele III.

### Il dopoguerra e il fascismo
Destinato nel febbraio 1919 al comando della Divisione Militare di Torino, nell'aprile successivo, già ormai nel "biennio rosso",  sì trovò a fronteggiare gravi disordini in occasione del grande sciopero generale. Passò poi al comando del Corpo d'armata di Ancona (marzo 1920), dove represse la rivolta scoppiata quello stesso anno e, col grado di generale di corpo d'armata, a quello del V Corpo d'Armata di Trieste (novembre 1922), dove spalleggiò il movimento fascista. Nel maggio 1923 venne nominato da Mussolini Presidente del Tribunale Supremo Militare, e nell'aprile del 1924 venne eletto alla Camera dei deputati del Regno d'Italia nel "listone" fascista.
Lasciati gli altri incarichi militari, nel 1926 il Regime fascista lo nominò, per il suo grande prestigio primo Presidente del Tribunale Speciale per la Difesa dello Stato, in questa veste accettò di applicare retroattivamente le leggi speciali. In varie occasioni venne contestato politicamente da Antonio Gramsci. Morì due anni dopo a Roma e venne sepolto a Cagliari nel cimitero monumentale di Bonaria.

## Intitolazioni
L'attuale Piazza Gramsci di Cagliari fino al secondo dopoguerra fu intitolata al Generale Carlo Sanna.

### Annotazioni
1. ↑  Formata dal 141º e 142º Reggimento fanteria.
2. ↑  Formata dalle Brigate Sassari, Bisagno e Bologna.
3. ↑  Gramsci ricordava che Sanna a Torino nel 1919 "disse che se un soldato sardo fosse stato toccato, tutta la città sarebbe stata messa a ferro e fuoco e anche i bambini di cinque anni ne sarebbero andati di mezzo, Franzinelli, p. 32.

### Fonti
1. 1 2 3  unionesarda.ilsole24ore.com[collegamento interrotto]
2. ↑   Luca Irwin Fragale, La Massoneria nel Parlamento. Primo novecento e Fascismo, Morlacchi Editore, 2021,  p. 229.
3. ↑   ufficiostampacagliari.it. URL consultato il 3 gennaio 2010 (archiviato dall'url originale il 30 maggio 2016).
4. ↑  I luoghi della Grande Guerra nel Friuli Collinare Archiviato il 2 agosto 2010 in Internet Archive.
5. ↑  lagrandeguerra.net
6. ↑  paradisola.it
7. ↑  Franzinelli, pp. 30-33.
8. ↑   Copia archiviata, su gazzettadelsulcis.it. URL consultato il 18 maggio 2016 (archiviato dall'url originale il 10 agosto 2016).
9. ↑  Franzinelli, p. 32.
10. ↑  cuec.it Archiviato l'11 aprile 2010 in Internet Archive.
11. 1 2 3   Sito web del Quirinale: dettaglio decorato, su quirinale.it, 2 gennaio 2010.
12. ↑  Antioco Piseddu, Senorbì: note per una storia, pag. 162.